# Missile Command
Missile Command — аркадная игра 1980 года, выпущенная Atari, Inc., а также лицензированная Sega для выпуска в Европе. Игра считается одним из самых заметных представителей золотого века аркадных видеоигр. Сюжет игры прост: шесть городов игрока атакует бесконечный поток баллистических ракет, некоторые из которых даже разделяются на части (боеголовки с разделяющей головной частью с блоками индивидуального наведения, РГЧ ИН), а в поздних уровнях появляются также «умные бомбы» которые могут уйти от неточно нацеленной ракеты. Игрок выполняет роль командира трёх противоракетных установок и может защитить шесть городов в зоне их действия от уничтожения.

## Игровой процесс
Игрок перемещает прицел по небу, используя трекбол, и нажимает одну из трёх кнопок, чтобы запустить противоракету из соответствующей установки. Противоракеты взрываются, достигая точки прицела, образуя огненный шар, который сохраняется в течение нескольких секунд и уничтожает все вражеские ракеты, попадающие в него. Есть три установки, в каждой есть 10 противоракет. Установка прекращает действовать после того, как израсходованы все противоракеты, либо если она уничтожена вражеским огнём. Ракеты из центральной установки летят к цели на намного большей скорости; только такие ракеты могут эффективно уничтожить «умную бомбу» на расстоянии.
В игре присутствует ряд уровней возрастающей сложности. Каждый уровень включает определенное количество подлетающих ракет противника. Ракеты атакуют шесть городов, а также противоракетные батареи; попадание ракеты врага приводит к разрушению города или противоракетной батареи. Ракеты врага могут уничтожить лишь 3 города в течение одного уровня. Уровень заканчивается, если все города разрушены, или когда все ракеты врага были уничтожены или достигли своей цели. Игрок, у которого кончились ракеты, не может управлять событиями оставшейся части уровня. После завершения уровня, игрок получает бонусные баллы за оставшиеся города и неиспользованные ракеты. Между уровнями противоракетные батареи восстанавливаются, а их боезапас пополняется; разрушенные города восстанавливаются только при достижении заданного значения очков (обычно 10 тысяч или 12 тысяч).
Игра неизбежно заканчивается с уничтожением всех шести городов. Как и в большинстве ранних аркадных игр, в игре невозможно «победить». Игра просто продолжается с большей сложностью: с более быстрыми и многочисленными ракетами противника. Таким образом, игра представляет собой просто состязание на выживание. По окончании игры, вместо стандартного текста «Game Over» на экране высвечивается надпись «The End», которая, возможно, является намёком на следующий за этим «ядерный холокост» (однако, если игрок попал в список высших достижений, игра предлагает игроку ввести инициалы, а последовательность «The End» пропускается).

## Отзывы
| Сводный рейтинг | Сводный рейтинг |
| Агрегатор       | Оценка          |
| --------------- | --------------- |
| GameRankings    | 63,53 %         |

## В культуре
В 2011 кинокомпания 20th Century Fox заключила с Atari соглашение об экранизации игры. До этого игра уже дважды попадала на киноэкраны: в фильмах «Весёлые времена в школе Риджмонт» и «Терминатор 2».